# Музей Гиляровского (Тучково)
Музей Гиляровского — музей, посвящённый В. А. Гиляровскому в посёлке Тучково Московской области.

## История
В 1890-е годы семья Гиляровских жила на даче в Малеевке у издателя и редактора журнала «Русская мысль» Лаврова. К 70-летию писателя государство выделило писателю дачу в Картино, где он жил каждое лето с 1925 по 1935 год.
В Картино Гиляровский построил дом, где жил с женой Марией Ивановной Гиляровской и дочерью — Надеждой. Музей-библиотека Владимира Алексеевича на даче был создан после его смерти в 1935 году. В годы Великой Отечественной войны дом-музей был разграблен немцами и по окончании войны восстановлен наследницей Гиляровского Екатериной Киселевой совместно с Союзами писателей и художников СССР. Деньги на строительство выделил Литфонд, книгами из своих фондов поделились Библиотека им. Ленина, Театральная библиотека, Бахрушинский музей, Центральный дом работников искусств.
Обновлённый музей открылся 23 июня 1964 года, о чём сообщалось в статье «В гостях у дяди Гиляя», опубликованной газетой «Новая жизнь» 1 июля 1964 года:

«На открытии музея выступил известный писатель Александр Бек. Низкий поклон „Дому Гиляровского“ от „Дома Чехова“ передаёт член союза писателей СССР В. З. Балабанович. От имени советских художников с открытием музея поздравила С. В. Разумовская. Зачитывались поздравительные телеграммы из Братиславы, от наших чехословацких друзей, от сотрудников музея МХАТа. И — вот он долгожданный миг — А. Бек торжественно перерезает ленточку перед входом в дом „дяди Гиляя“».

В течение последующих лет здесь проводились выставки и экскурсии, на которые из Москвы приезжали школьники. Музей В. А. Гиляровского проработал до 2002 года, когда случился пожар, уничтоживший почти дотла здание и личные вещи писателя. Территория бывшего дома-музея была долгие годы заброшена. И только в 2018 году в Рузском городском округе был запущен проект «Музей Гиляровского в Тучкове». В 2020 году получено обещание от администрации Рузы выделить участок под строительство нового дома-музея и подготовить проект его строительства.
В 2014 году Владимиру Алексеевичу Гиляровскому на стене у входа в краеведческий музей Тучково была установлена мемориальная доска.